# T. B. H. Stenhouse
Thomas Brown Holmes Stenhouse, auch als T. B. H. Stenhouse bekannt (* 21. Februar 1825 in Dalkeith, Schottland; † 7. März 1882 in San Francisco) war ein Mormonenpionier und Missionar, dessen publizistische Tätigkeit in der Schweiz und der USA eine Wende nahm, als er Kritik an der Kirche Jesu Christi der Heiligen der Letzten Tage äußerte.

## Leben
Stenhouse war das jüngste von zwölf Kindern und letzter der neun Söhne des George Stenhouse (1779–1831) und der Elizabeth Brown (geb. Armstrong). Der Vater, der bei der Hochzeit 1802 als „Einspänner-Fahrer“,
jedoch später als Gastwirt bezeichnet wurde, starb, als Thomas erst sieben Jahre alt war. Anlässlich der Volkszählung von Dalkeith 1841 war der 17-jährige Thomas, der bei seiner verwitweten Mutter wohnte, als Schreiner bezeichnet.
Mit 21 Jahren schloss sich Stenhouse am 14. Juli 1845 in Glasgow der Glaubensgemeinschaft mit der Taufe durch Milton Holmes, den Mormonenführer in der englischen Stadt Manchester, an. Der Konvertit, der in der presbyterianischen Church of Scotland als „Thomas Brown Stenhouse“ getauft worden war, nahm den Familiennamen des einheimischen Missionars als dritten Vornamen an.
Stenhouse engagierte sich in der Glaubensgemeinschaft und wurde bald als Missionar in das englische Herefordshire berufen. Später leitete er die Glaubensgemeinschaft in der Stadt Southampton im Südosten Englands. Zu den zahlreichen Neubekehrten in Hampshire gehörte die Familie des Gärtners John Warn (1788–1851), die mehrere Jahre auf der Insel Jersey wohnte, bis sie nach Hampshire zurückkehrte. Er heiratete 1850 deren Tochter  Fanny  (1827 oder 1829–1904), mit der er 20 Jahre lang der mormonischen Glaubensgemeinschaft angehörte. Er schloss sich Lorenzo Snow und Joseph Toronto an und begleitete sie auf eine Mission nach Italien. Anschließend arbeitete er in der Schweiz mit den Waldensern zusammen, erlernte die Französische Sprache und wurde der erste Missionar der Mormonen, der dort predigte. Im Jahr 1855 wanderte Stenhouse mit seiner Frau und seiner Tochter Clara Federata Stenhouse nach Utah aus, wo sie sich in Salt Lake City niederließen. Dort gab Stenhouse das Utah Magazine (später Salt Lake Telegraph) heraus. Ab 1870 befassten sich die Stenhouses mit den Schriften von William Samuel Godbe (1833–1902), der Brigham Young aus scharf kritisierte. Sie schlossen sich den sogenannten „Godbeiten“ an und veröffentlichten mehrere Schriften über den Mormonismus. Ihre Tochter heiratete Joseph Angell Young, einen Sohn von Brigham Young.

## Schriften (Auswahl)
- Les Mormons (Saints de Derniers-Jours) et leurs ennemis. imprimerie Larpin et Coendoz, Lausanne 1854 (französisch, archive.org).
- Central route. The emigrant’s guide from Great Salt Lake City, Utah to Carson City, Nevada. Deseret News Print, Great Salt Lake City 1861 (englisch, archive.org).
- The Rocky Mountain saints: a full and complete history of the Mormons, from the first vision of Joseph Smith to the last courtship of Brigham Young … and the development of the great mineral wealth of the territory of Utah. D. Appleton and company, New York 1873 (englisch, archive.org).